# Rhopalizida obtusa
Rhopalizida obtusa là một loài bọ cánh cứng trong họ Cerambycidae.